# Liverpool County Premier Football League
De Liverpool County Premier League is een Engelse regionale voetbalcompetitie. De League werd in 2006 opgericht na een fusie tussen de Liverpool County Football Combination en de I Zingari League; beide leagues bestonden om en nabij de 100 jaar.
Er zijn 3 divisies en de Premier Division bevindt zich op het 11de niveau in de Engelse voetbalpyramide. De kampioen van de Premier Division kan promoveren naar de North West Counties League. 